# 마드르데우스
마드르데우스(포르투갈어: Madredeus, 포르투갈어 발음: [maðɾɨˈðewʃ])는 포르투갈의 합주단이다. 포르투갈 전통 음악과 고전 음악, 현대 대중 음악을 결합시켜 세계적 성공을 거두었다. 항해와 부재를 다루는 구슬픈 가사는 중세로부터 이어지는 전통 가요의의 맥을 잇는다.
포르투갈 바깥에서는 파두 그룹으로 잘못 여겨지기도 하지만, 파두 그룹은 아니다.
1989년에 조선민주주의인민공화국에서 열린 평양축전에서 공연한 바 있다.